# Henry Fielding

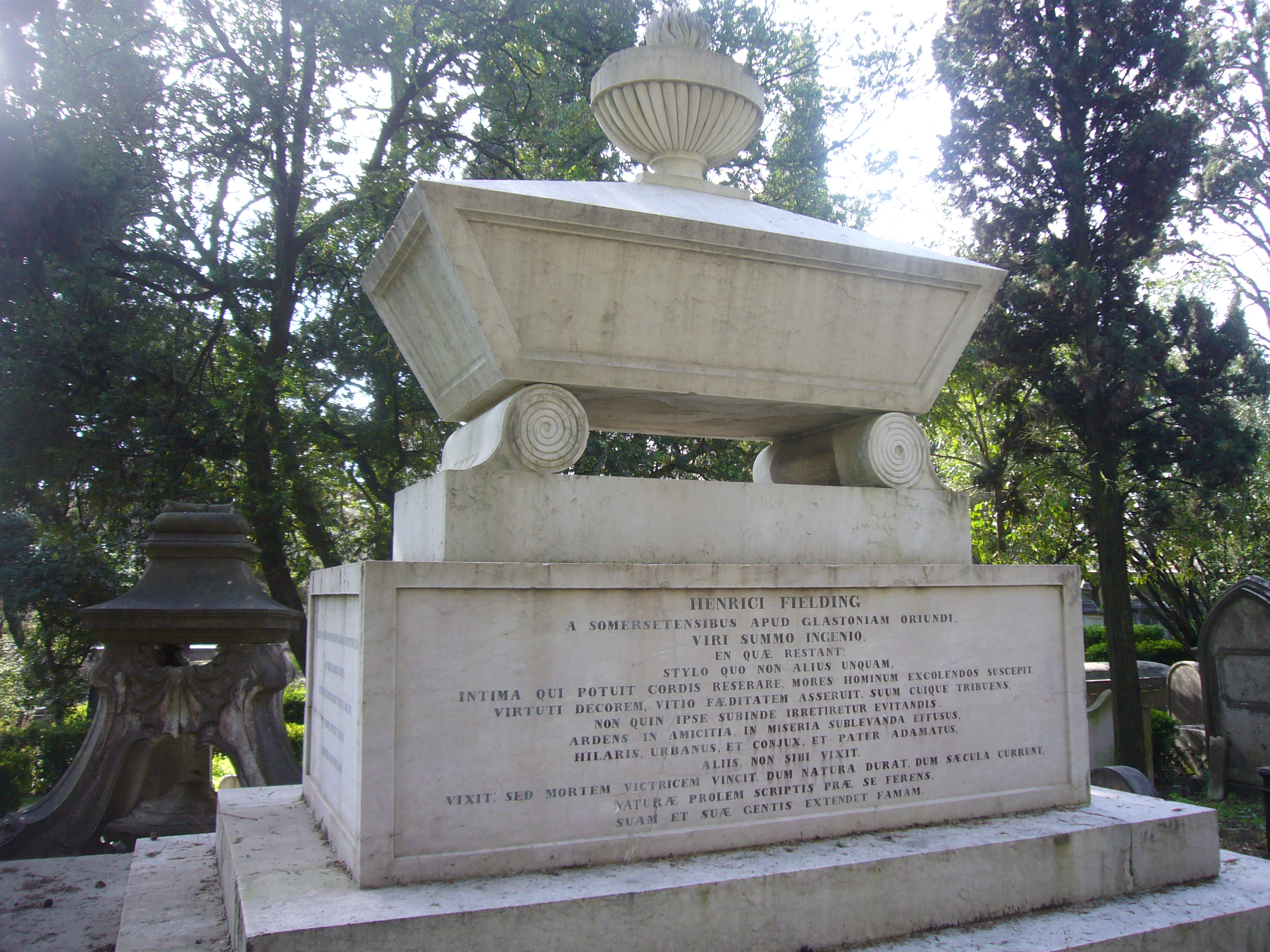
Síremléke Lisszabonban

Henry Fielding (Sharpham, Somerset, 1707. április 22. – Lisszabon, 1754. október 8.) angol regényíró, jogász, újságíró.

## Élete
Az Eton College-ban tanult, ahol megismerkedett és életre szóló barátságot kötött William Pitt-tel. 1728-ban Leidenbe utazott, hogy ott folytassa tanulmányait, azonban pénze fogytán vissza kellett térnie Londonba. Jogi tanulmányainak befejezése után a londoni színházaknak kezdett irogatni, de 18 vígjátékából csak Tragedy of Tragedies és The Intriguing Chamber-Maid ismeretesek. Gazdagon nősült, de a kapott vagyont hamarosan elpazarolta. Újra jogi tanulmányokba kezdett és nemsokára London egyik leghíresebb ügyvédje lett. Ügyvédkedését azonban betegsége miatt abba kellett hagynia. Ekkor politikai pamfleteket, újságcikkeket, majd 1741-től kezdve regényeket írt. Később egy kis nyugdíjat és békebírói állást kapott. Egészsége helyreállítása végett Lisszabonba utazott és ezen útja során halt meg, ugyanitt van eltemetve.

## Családja
1734-ben kötött házasságot Charlotte Craddock-kal, akiről Tom Jones és Amelie című regényeinek hősnőit mintázta. Miután Charlotte 1744-ben elhunyt, Mary Danielt vette feleségül, akitől öt gyermeke született, közülük azonban három korán elhunyt.

## Munkássága
Első regénye, a Joseph Andrews (London, 1742) Samuel Richardson Pamela, avagy az erény jutalma, (eredeti címe: Pamela or a Virtue Rewarded) című regénye után két évvel jelent meg és annak nyílt hadat üzent, a Richardson-féle bábszerű alakokkal az életből vett alakokat állítva szembe. Később novellákat adott ki Miscellanies (1743) cím alatt, ezt követték: History of Jonathan Wild; A Journey from this World to the Next (1742). Leghíresebb regénye a Tom Jones (The History of Tom Jones, a Foundling, 1749); az Amelia című (1752) már gyengébb. Ezen kívül Fielding sok tudományos értekezést is írt.

## Jelentősebb művei
- The Masquerade (vers)
- Love in Several Masques (színdarab, 1728)
- Rape upon Rape (színdarab, 1730)
- The Temple Beau (színdarab, 1730)
- The Author's Farce (színdarab, 1730)
- The Letter Writers (színdarab, 1731)
- The Tragedy of Tragedies; or, The Life and Death of Tom Thumb (színdarab, 1731)
- Grub-Street Opera (színdarab, 1731)
- The Modern Husband (színdarab, 1732)
- The Lottery (színdarab, 1732)
- The Covent Garden Tragedy (színdarab, 1732)
- The Miser (színdarab, 1732)
- The Intriguing Chamber-Maid (színdarab, 1734)
- Pasquin (színdarab, 1736)
- Eurydice Hiss'd (színdarab, 1737)
- The Historical Register for the Year 1736 (színdarab, 1737)
- An Apology for the Life of Mrs. Shamela Andrews (regény, 1741)
- Joseph Andrews és barátja, Mr. Abraham Adams kalandjai (The History of the Adventures of Joseph Andrews and his Friend, Mr. Abraham Abrams, regény, 1742)
- A néhai nagy Jonathan Wild úr élettörténete (The Life and Death of Jonathan Wild, the Great, regény, 1743)
- Miscellanies (összegyűjtött munkák, 1743)
- Tom Jones (The History of Tom Jones, a Foundling, regény, 1749)
- A Journey from this World to the Next (1749)
- Amelia (regény, 1751)
- The Covent Garden Journal (folyóirat, 1752)
- Journal of a Voyage to Lisbon (útleírás, 1755)
- The Fathers: Or, the Good-Natur'd Man (színdarab, 1778-ban jelent meg)

## Magyarul
- Fielding Henrikː Jones Tamás, a talált gyerek, 1-3.; ford. Szüry Dénes; Kisfaludy Társaság, Bp., 1907–1910
- Tom Jones; ford. Julow Viktor; Franklin, Bp., 1949 (A világirodalom remekei)
- A néhai nagy Jonathan Wild úr élettörténete; ford. Julow Viktor, bev. Kéry László; Csehszlovákiai Magyar Kiadó, Bratislava, 1954
- Joseph Andrews és barátja, Mr. Abraham Adams kalandjai; ford., utószó Balabán Péter; Magyar Helikon, Bp., 1965
- Tanulmány a Semmiről; ford. Szentkuthy Miklós; in: Hagyomány és egyéniség. Az angol esszé klasszikusai; vál. Európa Könyvkiadó munkaközössége, közrem. Ruttkay Kálmán, Ungvári Tamás, utószó Abody Béla, jegyz. Abádi Nagy Zoltán; Európa, Bp., 1967
- Amelia. Regény; ford. Borbás Mária, versford., jegyz. Bányay Geyza; Európa, Bp., 1969